# Dompierre-sur-Besbre
 Dompierre-sur-Besbre  es una población y comuna francesa, situada en la región de Auvernia-Ródano-Alpes, departamento de Allier, en el distrito de Moulins y cantón de Dompierre-sur-Besbre.

## Demografía
| 3528 | 4031 | 4115 | 4040 | 3807 | 3477 |
| Para los censos de 1962 a 1999 la población legal corresponde a la población sin duplicidades (Fuente: INSEE [Consultar]) |      |      |      |      |      |